# Joachim Eickmayer
Joachim Eickmayer (Bully-les-Mines, 11 gennaio 1993) è un calciatore francese, centrocampista del Red Star.

## Carriera
Ha giocato in Ligue 1 con il Sochaux.
Nel 2018 raggiunge con il Les Herbiers, militante nella terza divisione francese, la finale di Coppa di Francia contro il Paris Saint-Germain. La partita termina 2-0 in favore dei parigini e il Les Herbiers ottiene comunque il miglior risultato della propria storia. A fine stagione si trasferisce allo Template:Alcio CHambly, altro club di terza divisione, che il Les Herbiers aveva affrontato in semifinale di Coppa di Francia nella stagione appena conclusa; con i nerazzurri in seguito conquista anche una promozione in seconda divisione, in cui gioca per una stagione.

## Palmarès

### Club

#### Competizioni nazionali
- Championnat National: 1

Red Star: 2023-2024